# Gerrit Schulte

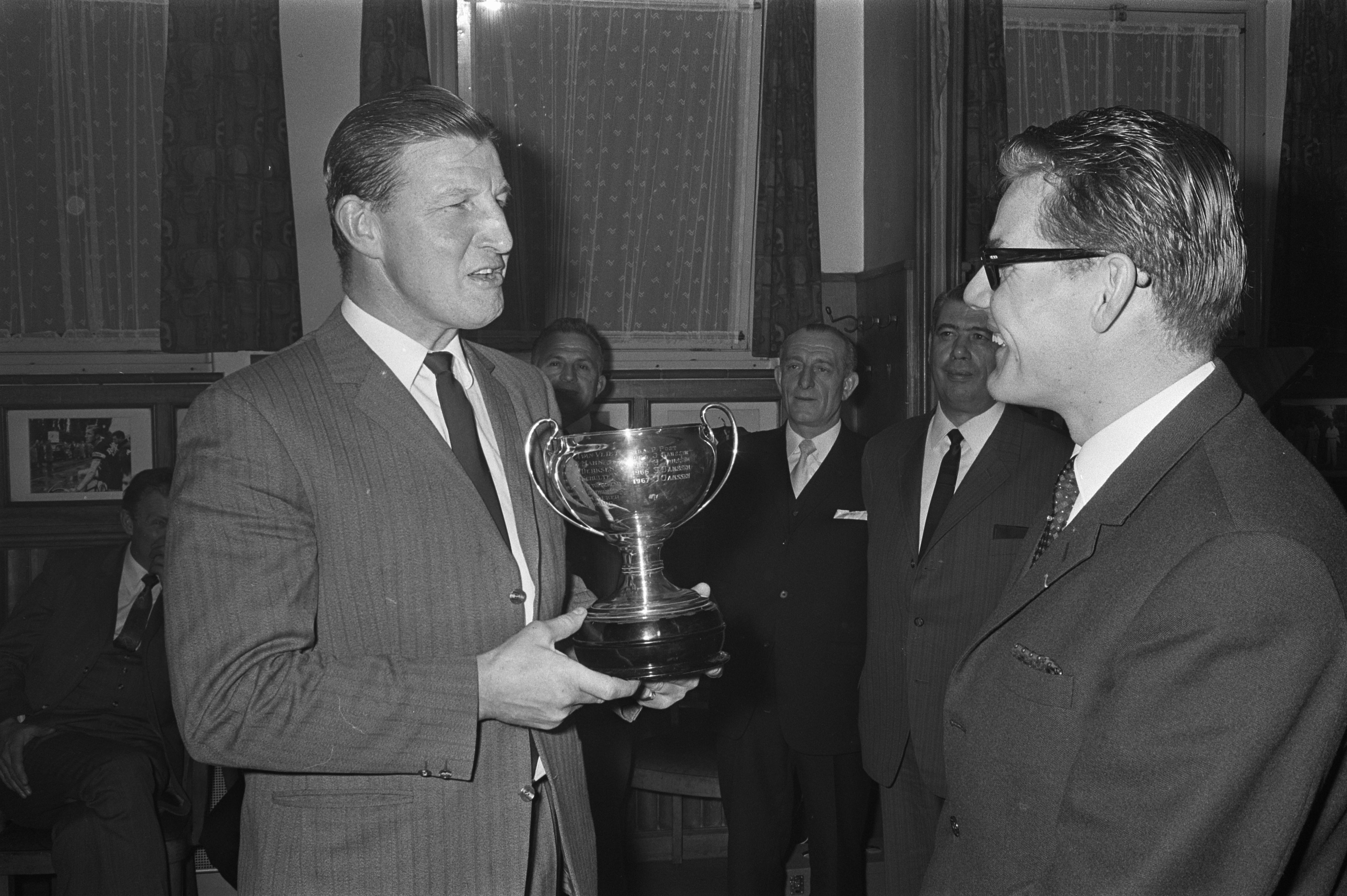
Gerrit Schulte (l) overhandigt de Gerrit Schulte Trofee aan Jan Janssen in 1968

Gerardus Bernardus Maria (Gerrit) Schulte (Amsterdam, 7 januari 1916 - 's-Hertogenbosch, 26 februari 1992) was een Nederlandse wielrenner, die in de tijd rond de Tweede Wereldoorlog een van Nederlands populairste coureurs was.
In totaal haalde hij meer dan 100 overwinningen op de weg en meer dan 200 op de baan. In 1936 gaf de Franse sportjournalist Gaston Bénac hem de bijnaam "le fou pédalant" (de fietsende dwaas), omdat de temperamentvolle Schulte vaak vergeefs met zijn krachten smeet door onophoudelijk te demarreren en van groep tot groep naar voren te rijden. Voor wat betreft de baan  verwierf hij door zijn klasse en herhaaldelijke en uitgebreid beschreven strijdlust en dominante karakter echter de officieuze eretitel 'koning van de piste'.

## Biografie
In 1937 maakte hij zijn debuut in het profpeloton. Dat jaar versloeg hij op de achtervolging de toen zeer bekende Jan Pijnenburg en werd hij vierde in de Grote Landenprijs, destijds de belangrijkste tijdrit van het wielerjaar. Het volgende jaar reed hij voor de eerste en enige keer de Tour de France. Hier wist hij de derde etappe (Saint-Brieuc – Nantes) te winnen (met in de laatste kilometers van zijn ontsnapping een leeglopende achterband en nog slechts 5 seconden voorsprong), en in 4 andere (deel)etappes reed hij een top-tien uitslag, ondanks valpartijen, wielbreuken, derailleurpech en een flink aantal lekke banden. In de 8e etappe toen de Pyreneeën de klimmers van de niet-klimmers scheidden, en na opnieuw een valpartij en verschillende bandbreuken, kwam hij evenwel samen met Piet van Nek jr. buiten tijd aan . Een Tourcarrière bleek voor deze 1m89 lange en zwaargebouwde wielrenner echter niet weggelegd; vooral ook omdat hij, naar eigen zeggen, 95 gulden had overgehouden aan zijn deelname. Toen hij na de Tour met zijn reeds opgebouwde populariteit een reeks van contracten voor (kleinere) weg- en baanwedstrijden kon afsluiten voor het resterende seizoen en een week daarna de Grand Prix du Jubilé Dunlop won,waar hij na twee uur koers 750 gulden incasseerde, bleek dat financieel veel interessanter; een strategische beslissing voor het verdere verloop van zijn carrière was snel gemaakt. Vanaf dat moment koos Schulte – zoals veel renners van zijn generatie - voor koersen die hem een verzekerd inkomen boden.
Dit hield ten eerste in dat Schulte zich op de weg voornamelijk beperkte tot (kleinere) eendagswedstrijden, meer in het bijzonder tot kermiskoersen en criteriums, waarin hij excelleerde,  waar hij startgelden kreeg en prijzengeld en andere premies kon winnen door bijvoorbeeld rondenlang vóór het peloton uit te blijven rijden. Ten tweede betekende het dat Schulte zich in grote mate op de destijds nog bijzonder populaire baan richtte waar hij met zijn overwinningen in verschillende achtervolgingstoernooien reeds talent voor had getoond. Het zich toeleggen op de baan, incluis het winterbaanseizoen, werd door verschillende commentatoren echter beschouwd als een nieuw voorbeeld van een talentvol wegrenner die de "verleiding der piste niet heeft kunnen weerstaan" en daarmee voor de weg 'verloren' was gegaan. Op de weg won hij niettemin viermaal het nationaal kampioenschap  in 1944, 1948, 1950 en 1953. In dat laatste kampioenschapsjaar kon hij de twee vooraanstaande en populaire wegrenners Wim van Est en Wout Wagtmans verslaan in een sprint van drie, en bleek hij - als 40-jarige - nog in staat om in het wereldkampioenschap op de weg van 1956, op een vlakke omloop in een groepssprint, het brons te pakken achter Rik Van Steenbergen en Rik Van Looy.
In 1940 won Schulte de eerste van zijn negen Nederlandse titels op de achtervolging (1940-1945, 1947, 1948 en 1950-1951). Zijn topjaar was evenwel 1948; naast dat hij zowel op de baan als op de weg Nederlands kampioen werd, behaalde hij zijn meest aansprekende overwinning: In Amsterdam werd hij Wereldkampioen achtervolging door in de finale 'Il Campionissimo' Fausto Coppi te verslaan.
Daarnaast kwam Schulte tot 19 eerste plaatsen, 17 tweede plaatsen en 14 derde plaatsen in de Zesdaagsen, uit 73 starts en niettegenstaande dat er tijdens zijn actieve carrière geen Nederlandse Zesdaagsen waren, ontwikkelde Schulte zich (samen met  Rik Van Steenbergen) tot de patrons van de zogeheten 'blauwe trein', een combine van de sterkste koppels die het wedstrijdverloop in grote lijn bepaalde, ervoor zorgde dat het publiek wielrennen van hoog niveau te zien kreeg; de premies werden verdeeld volgens een bepaalde sleutel.
Schultes vaste koppelgenoten in de Zesdaagsen waren in eerste instantie Gerrit Boeijen (6 overwinningen) en na de breuk met Boeijen, vanaf 1949 Gerard Peters (6 overwinningen). Vanaf 1956 reed hij met verschillende maten, waaronder Klaus Bugdahl (2 overwinningen) en Peter Post met wie hij nog tot 3 eerste plaatsen in de Zesdaagsen kwam.
Verder won hij in 1949 (met Gerrit Boeijen), in 1950 (met Gerrit Peters) en in 1951 (met Peters) het indertijd prestigieuze Europees Criterium Koppelkoers, het officieus Europees kampioenschap, dat uit verschillende manches of kwalificatieritten van 3 uur koppelkoers (effectief ±140 kilometer) of 100 kilometer koppelkoers (effectief iets meer dan 2 uur) bestond. In 1953, 1954 en 1955 (telkens met Gerrit Peters) veroverde hij in deze wedstrijd het zilver, en in 1959 behaalde hij - inmiddels 43 jaar oud  - met Peter Post nog het brons.
In september 1951 nam Schulte het beheer van het restaurant bij Stadion De Vliert van FC Den Bosch over. Hij speelde toen al met het idee zijn wielerloopbaan te stoppen, maar zijn vrouw nam hem zoveel mogelijk werk in het restaurant uit handen. In dat restaurant werd ook jaarlijks de Gerrit Schulte Trofee uitgereikt aan de beste Nederlandse prof.
In 1958 werd hij gekozen tot Sportman van het jaar. Op 25 maart 1960 nam de 44-jarige Schulte in het Antwerpse Sportpaleis definitief afscheid van het actieve wielrennen tijdens een wielergala dat ter ere van hem werd gehouden.
Vanaf 1972 liet Schulte het dagelijkse beheer van 'De Vliert' aan anderen over. Hij vond meer tijd voor zijn hobby's: vissen, jagen en duivenmelken. Geregeld liet hij zijn afkeuring blijken over de ontwikkelingen in het wielrennen sinds zijn vertrek. Na een jaar met hartproblemen overleed hij in 1992 na een hartstilstand.

## Gerrit Schulte Trofee
Sinds 1955 wordt ieder jaar aan de beste Nederlandse profrenner de Gerrit Schulte Trofee uitgereikt. Deze wordt tegenwoordig toegekend door de Club '48 (een vereniging van oud-renners, opgericht op initiatief van Schulte en genoemd naar het jaar 1948 toen hij wereldkampioen achtervolging werd), de leden van de Vereniging voor Beroeps Wielrenners en stemmers op een poll van de website Wielerflits. Schulte ontving deze onderscheiding zelf in 1958. De meest recente winnaar (2024) is Mathieu van der Poel.

## Resultaten in voornaamste wedstrijden
| Jaar | Ronde van Italië | Ronde van Frankrijk | Ronde van Spanje |
| ---- | ---------------- | ------------------- | ---------------- |
| 1938 |                  | opgave (1)          |                  |
| 1939 |                  |                     |                  |
| 1946 |                  |                     |                  |
| 1948 |                  |                     |                  |
| 1949 |                  |                     |                  |
| 1950 |                  |                     |                  |
| 1956 |                  |                     |                  |

| Jaar | Parijs-Roubaix | Parijs-Tours |  | WK op de weg |
| ---- | -------------- | ------------ |  | ------------ |
| 1938 |                | 35e          |  |              |
| 1939 | 11e            |              |  |              |
| 1946 |                |              |  | 5e           |
| 1948 |                | 11e          |  |              |
| 1949 |                |              |  | 5e           |
| 1950 |                |              |  | 4e           |
| 1956 |                |              |  | ↑            |